# Museu Arqueológico R. P. Gustavo Le Paige

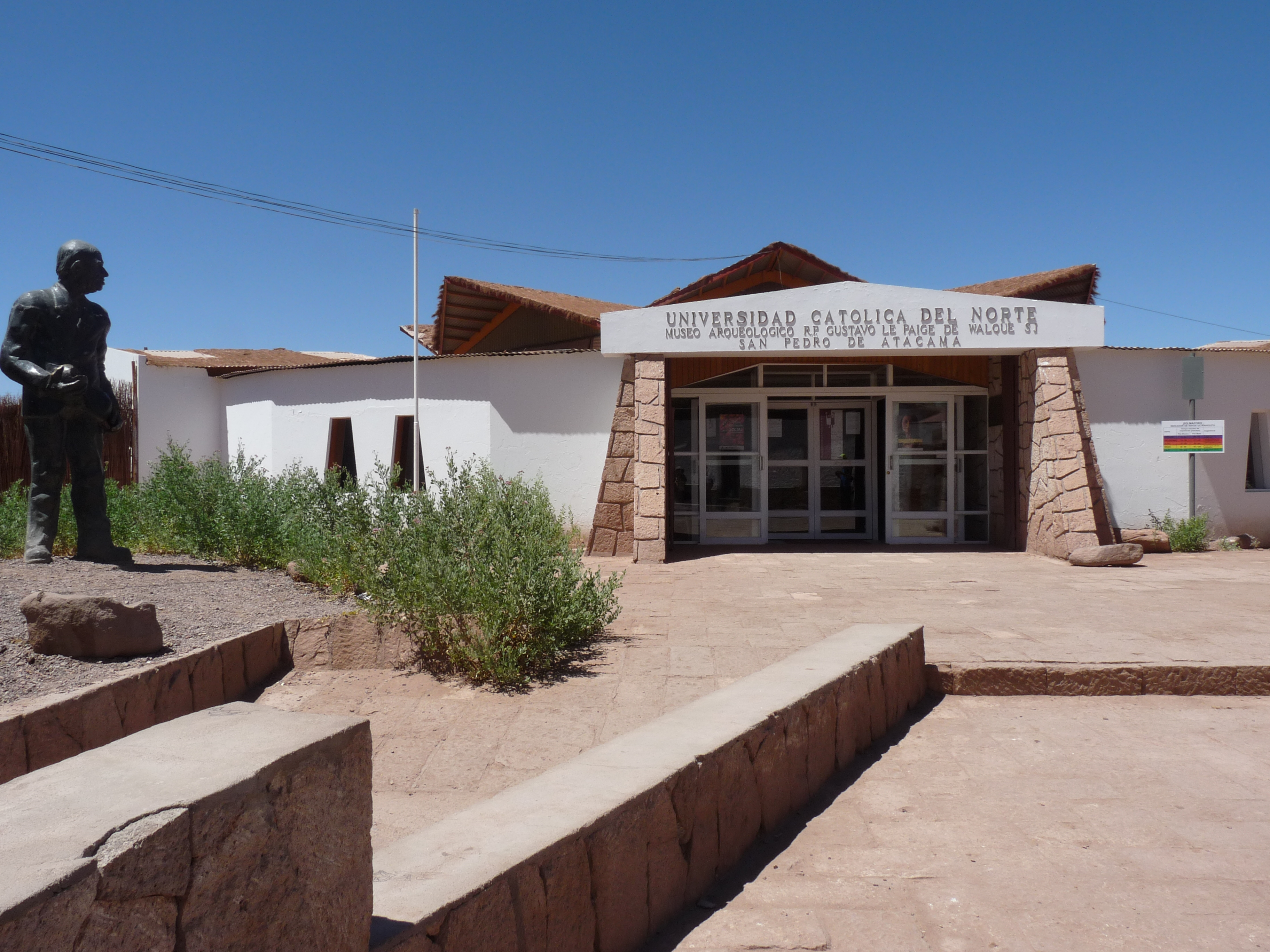
Museu Arqueológico R. P. Gustavo Le Paige em San Pedro de Atacama, com a estátua do Padre Le Paige, à esquerda.

O Museu Arqueológico R. P. Gustavo Le Paige, localizado em San Pedro do Atacama, no Chile, é um museu de acervo arqueológico fundado pelo padre belga Gustavo Le Paige em 1957.

## Acervo
O museu possui uma farta coleção com mais de 300.000 peças de cerâmica, fragmentos de tecido, múmias e material arqueológico descobertos na área local, representando o povo atacamenho e sua cultura.
Há peças como jarros de cerâmica, datados de há cerca de 3000 a.C., dos atacamenhos, que usavam-no transporte de água e alimentos.
O acervo inclui também certos tipos de arpões para caça, apesar de escassa no deserto do Atacama existia com certa regularidade algumas espécimes animais na região resistentes ao calor e clima quente da região; vestimentas características como túnicas, amarradas na cintura, com tecido fino, porém resistente, a fim de evitar a perda natural de água; e lanças com pontas agudas e cortantes de pedra, amarradas em madeira com cabo longo ou médio, dependendo do uso da ferramenta.
Estão expostos vestígios de todas as fases do desenvolvimento humano, da pedra lascada ao domínio da agricultura e exemplares das culturas dos tiahuanacos e incas, que também influenciaram o povo atacamenho.
Este museu pertence à Universidade Católica do Norte.